# Rastkogel
Il Rastkogel (2.762 m s.l.m.) è una montagna delle Alpi Scistose Tirolesi (sottosezione Prealpi del Tux).
Si trova nel Distretto di Schwaz nel Tirolo austriaco. La montagna è collocata a nord della Tuxertal e ad ovest della Zillertal.
La via normale di salita passa dalla Rastkogelhütte.